# Глухов, Алексей Гаврилович
Алексей Гаврилович Глухов (12 февраля 1925 — 2015) — советский и российский журналист и писатель, историк книги, библиотечного дела. Заслуженный работник культуры РСФСР (1984). Участник Великой Отечественной войны. Хорошо известен как наиболее авторитетный популяризатор наследия выдающихся отечественных книжников.

## Биография
Родился 12 февраля 1925 года в деревне Колбасино (ныне Зарайский район Московской области).
В период Великой Отечественной войны служил в воздушно-десантных войсках. Участвовал в форсировании реки Свирь на Карельском перешейке и Балатонской операции в составе 6-й воздушно-десантной бригады, которую потом преобразовали в 297‑й стрелковый полк.
Окончил редакторский факультет Московского заочного полиграфического института (ныне — Московский государственный университет печати).
Около 40 лет работал в печати, в том числе в журналах «Что читать», «В мире книг», «Советская библиография».
В 1973—1978 — начальник отдела Госкомиздата СССР.
В 1978—1986 возглавлял издание «Советская библиография», превратив сборник материалов в научно-практический журнал.
Автор более 350 публикаций, в том числе 15 книг (некоторые переведены на иностранные языки).
Одним из первых в СССР рассказал в занимательной форме об истории книг и библиотек, раскрыл место книги и библиографии в жизни великих людей.

## Награды и звания
Награждён орденом Отечественной войны 2-й степени, медалями «За отвагу», «За победу над Германией в Великой Отечественной войне 1941—1945 гг.»
- «Почётный житель внутригородского муниципального образования Зюзино в городе Москве» — 08.09.2009[3]

## Основные работы
- Глухов А. Г. Книги, пронизывающие века. — М.: Книга, 1973. — 176 с. — (Судьбы книг). — 30 000 экз. (обл.)
- Глухов А. Г. «В лето 1037…». — М.: Советская Россия, 1974. — 192 с. — 25 000 экз. (в пер., суперобл.)
- Глухов А. Г. В свете солнца: Очерки о научно-популярных книгах. — М.: Советская Россия, 1977. — 288 с. — 30 000 экз. (в пер.)
- Глухов А. Г. Книги, пронизывающие века. — Изд. 3-е. — Киев: Радянська школа, 1979. — 152 с.
- Глухов А. Г. Русь книжная. — М.: Советская Россия, 1979. — 224 с. — 30 000 экз. (в пер.)
- Глухов А. Г. …Звучат лишь письмена. — М.: Книга, 1981. — 208 с. — 25 000 экз. (обл.)
- Библиография в моей жизни: Учёный, писатель, рабочий, инженер о роли библиографии в их работе и творчестве / Сост. и ред. А. Г. Глухова. — М.: Книга, 1984. — 136 с. — 30 000 экз. (обл.)
- Глухов А. Г. Приключения книг. — М.: Советская Россия, 1985. — 240 с. — 50 000 экз. (обл.)
- Глухов А. Г. Русские книжники / Предисл. О. Ласунского. — М.: Книга, 1987. — 272 с. — 25 000 экз. (обл.)
- Глухов А. Г. Судьбы древних библиотек: Научно-художественные очерки. — М.: Либерея, 1992. — 160 с. — 50 000 экз. — ISBN 5-85129-003-X. (обл.)
- Глухов А. Г. Мудрые книжники Древней Руси: От Ярослава Мудрого до Ивана Фёдорова. — М.: Экслибрис-Пресс, 1997. — 256 с. (в пер.)
- Глухов А. Г. Мировая художественная культура. У очага русской письменности [в 3-х вып.]. Вып. 1: от Ярослава Мудрого до Андрея Боголюбского: эксперимент. учеб. пособие для учащихся старших классов школ. — М.: Междунар. союз книголюбов, 2001. — 160 с. (в пер.)
- Глухов А. Г. Ревнители просвещения России. X—XVIII вв.. — М.: Университетская книга, 2007. — 440 с. — 2000 экз. — ISBN 978-5-98699-012-9. (в пер.)
- Глухов А. Г. Обители мудрости: Монастыри и храмы как центры книжности России. — М.: Грифон, 2010. — 240 с. — 1000 экз. — ISBN 978-5-98862-050-1. (в пер.)